# Chiretolpis xanthomelas
Chiretolpis xanthomelas är en fjärilsart som beskrevs av George Francis Hampson 1900. Chiretolpis xanthomelas ingår i släktet Chiretolpis och familjen björnspinnare. Inga underarter finns listade i Catalogue of Life.